# Pré-en-Pail-Saint-Samson
Pré-en-Pail-Saint-Samson es una comuna nueva francesa situada en el departamento de Mayenne, de la región de Países del Loira.

## Historia
Fue creada el 1 de enero de 2016, en aplicación de una resolución del prefecto de Mayenne de 4 de diciembre de 2015 con la unión de las comunas de Pré-en-Pail y Saint-Samson, pasando a estar el ayuntamiento en la antigua comuna de Pré-en-Pail.

## Demografía
| Gráfica de evolución demográfica de Pré-en-Pail-Saint-Samson entre 1800 y 2013 |
|                                                                                |

Los datos entre 1800 y 2013 son el resultado de sumar los parciales de las dos comunas que forman la nueva comuna de Pré-en-Pail-Saint-Samson, cuyos datos se han cogido de 1800 a 1999, para las comunas de Pré-en-Pail y Saint-Samson de la página francesa EHESS/Cassini. Los demás datos se han cogido de la página del INSEE.

## Composición
| Comuna delegada | Código INSEE | Población (2013) | Superficie (km²) | Densidad (hab./km²) |
| --------------- | ------------ | ---------------- | ---------------- | ------------------- |
| Pré-en-Pail     | 53185        | 1928             | 44.73            | 43                  |
| Saint-Samson    | 53252        | 435              | 13.49            | 32                  |